# François Le Bihan
Pour les articles homonymes, voir Le Bihan.
François Le Bihan, né le 16 avril 1935 à Squiffiec et mort le 26 avril 1972, est un coureur cycliste français, professionnel de 1961 à 1964.

## Biographie
François Le Bihan est coureur indépendant de 1956 à 1960, professionnel de 1961 à 1964, de nouveau indépendant en 1965 puis amateur hors catégorie jusqu'à la fin de sa carrière. Revenu coureur hors catégorie, hormis les jours de courses, il exerçait le métier de menuisier. Il était surnommé le"Merckx" breton, tellement il remportait de courses. Dans ces dernières, il affectionnait particulièrement les parcours accidentés. 1966 fut son année la plus fructueuse avec un titre de champion de France des indépendants.
Il est décédé subitement au lendemain d'une compétition disputée en Bretagne le 25 avril 1972 à l'âge de 37 ans.

## Palmarès
- 1959
  - Essor breton
  - Grand Prix de Fougères
- 1960
  - 2e étape du Circuit de la Sarthe
  - 3e étape du Tour du Sud-Est
- 1961
  - 2e de la Mi-août bretonne
- 1963
  - Une étape de la Mi-août bretonne
  - 3e du Circuit d'Armorique
- 1964
  - 3e de la Mi-août bretonne
- 1965
  - Grand Prix de Fougères
- 1966
  -  Champion de France amateur hors catégorie
  -  Champion de Bretagne
  - Grand Prix de Fougères
- 1968 
  - 2e du Ruban granitier breton
  - 2e des Trois Jours d'Hénin-Liétard
- 1969
  - Grand Prix de Névez
- 1970
  - 1re étape du Grand Prix de Plessala
  - 2e du Grand Prix de Plessala
  - 2e du Circuit d'Armorique
  - 2e de la Ronde des Flandres Artois
  - 3e du Grand Prix de Fougères
- 1971
  - Tour des Vosges